# Dähre
Dähre település Németországban, azon belül Szász-Anhalt tartományban. Lakosainak száma 1391 fő (2023. december 31.). Dähre Wallstawe és Diesdorf községekkel határos.

## Népesség
A település népességének változása:
| Lakosok száma | 1521 | 1469 | 1461 | 1423 | 1411 | 1391 |
|               | 2014 | 2017 | 2019 | 2021 | 2022 | 2023 |